# نیکولاوس پاناگیوتوپولوس
نیکولاوس پاناگیوتوپولوس (یونانی: Νικόλαος Παναγιωτόπουλος؛ زادهٔ ۱۸ اوت ۱۹۶۵) سیاست‌مدار اهل یونان است، که هم‌اکنون به‌عنوان وزیر دفاع یونان فعالیت می‌کند.